# Serhij Kot
Serhij Iwanowytsch Kot (ukrainisch Сергій Іванович Кот; * 22. Juni 1958 in Kiew; † 28. März 2022 in Isjaslaw) war ein ukrainischer Historiker, der vor allem am Institut für die Geschichte der Ukraine an der Nationalen Akademie der Wissenschaften der Ukraine tätig war. Seine Schwerpunkte waren die Erhaltung von historischen und kulturellen Schätzen sowie die Rückgabe unrechtmäßig angeeigneter Kulturgüter (Restitution). Er wurde mit dem Titel Geehrter Kulturschaffender der Ukraine ausgezeichnet.

## Leben
Kot wurde in Kiew geboren. Er graduierte 1980 an der Fakultät für Geschichte und Pädagogik am Pädagogischen Institut in Kiew. Er wurde 1990 zum Doktor für Geschichte promoviert, mit einer Dissertation Охорона пам'яток історії та культури в Українській РСР (1943-поч. 60-х рр.) („Erhaltung von geschichtlichen und kulturellen Denkmälern in der Ukrainischen Sozialistischen Sowjetrepublik (1943–1960s)“). Von März bis Juni 2009 forschte er als Fulbright-Stipendiat über The U.S. Policy of Restitution of Cultural Values After World War II. Kot wurde in Geschichte 2021 habilitiert; seine Habilitationsschrift trug den Titel Повернення і реституція культурних цінностей у політичному та культурному житті України (ХХ – поч. ХХІ ст.) („Rückgabe und Restitution von kulturellen Werten im politischen und kulturellen Leben der Ukraine (20.–frühes 21. Jahrhundert)“).

### Akademie der Wissenschaften
Kot arbeitete am Institut für die Geschichte der Ukraine an der Nationalen Akademie der Wissenschaften der Ukraine. Er wurde 1999 Leiter der Arbeitsgruppe für das Studium der Probleme bei der Rückgabe und Restitution von Kulturgütern und erfüllte die Aufgabe bis zu seinem Tod. Er erforschte vor allem die Erhaltung von geschichtlichem und kulturellem Erbe, die Geschichte des Denkmalschutzes in der Ukraine und die Rückgabe und Restitution von kulturellem Eigentum. Ab 2006 war er außerdem Seniorforscher im Zentrum für ukrainische Geschichte und Kultur und ab 2012 Leiter dieser Abteilung. Von 2013 bis zu seinem Tod war Kot Leiter der Abteilung für das Studium des geschichtlichen und kulturellen Erbes der Ukraine. Im Jahr 2020 wirkt er maßgeblich daran mit, die Restitution eines Bildes von Lucas Cranach zu betreiben; es handelt sich um ein Diptychon von Adam und Eva, das nach Sankt Petersburg und von dort zum Norton Simon Museum in Pasadena gelangte.

### Andere Aufgaben
1999 und 2000 gehörte Kot einer Gruppe an, die vom Rat der Ukraine für Kultur und Spiritualität beauftragt war, einen Gesetzentwurf für ein Gesetz zum Schutz des Kulturerbes zu entwickeln. Er wurde am 8. Juni 2000 übergeben, und 35 von Kot formulierte Abschnitte wurden Teil des Gesetzes.
Kot war ab 2012 auch stellvertretender Leiter der Redaktion für das Nationale Historische Museum der Ukraine. Von 2013 bis zu seinem Tod wirkte er als Mitglied des wissenschaftlichen Beirats des Weltkulturerbes Sophienkathedrale. Er leitete den Vorstand der Stiftung für das literarische Werk von Oleh Olschytsch. Für seine Verdienste wurde er mit dem Titel Geehrter Kulturschaffender der Ukraine (Національна спілка краєзнавців України) ausgezeichnet.
Kot starb in Isjaslaw am 28. März 2022 im Alter von 63 Jahren.

## Veröffentlichungen
Zu Kots Veröffentlichungen zählen 1996 und 1998 erschienene Bücher im Kontext von Geschichte und Rechtslage zu ukrainischen Kulturgütern in Russland und die Probleme ihrer Rückführung. Er bereitete ein Buch vor, das 2006 in London und Kiew erschien: Lancelot Lawton, Ukrainian Question. Ланцелот Лоутон Украiнське питання. Darin sammelte er Artikel des britischen Journalisten Lancelot Lawton zum Status der Ukraine in den 1930er Jahren. Kot sichtete zwei Jahre lang Lawtons originale Artikel in der Library of Congress in den USA. 2010 veröffentlichte er Forschungsergebnisse über den Rechtsstatus von Kunstwerken, die 1941 in einer Wanderausstellung im Staatlichen Kunstmuseum Simferopol auf der Krim gezeigt wurden.
Er verfasste wissenschaftliche Arbeiten zur Geschichte der nationalen revolutionären Bewegung, zur Region Bukowina und für das Holocaust-Gedenkzentrum Babyn Jar.